# Square Alexandre-et-René-Parodi
Pour les articles homonymes, voir Alexandre Parodi, René Parodi et Parodi.
Le square Alexandre-et-René-Parodi est un grand square de Paris, situé dans le 16e arrondissement.

## Situation et accès

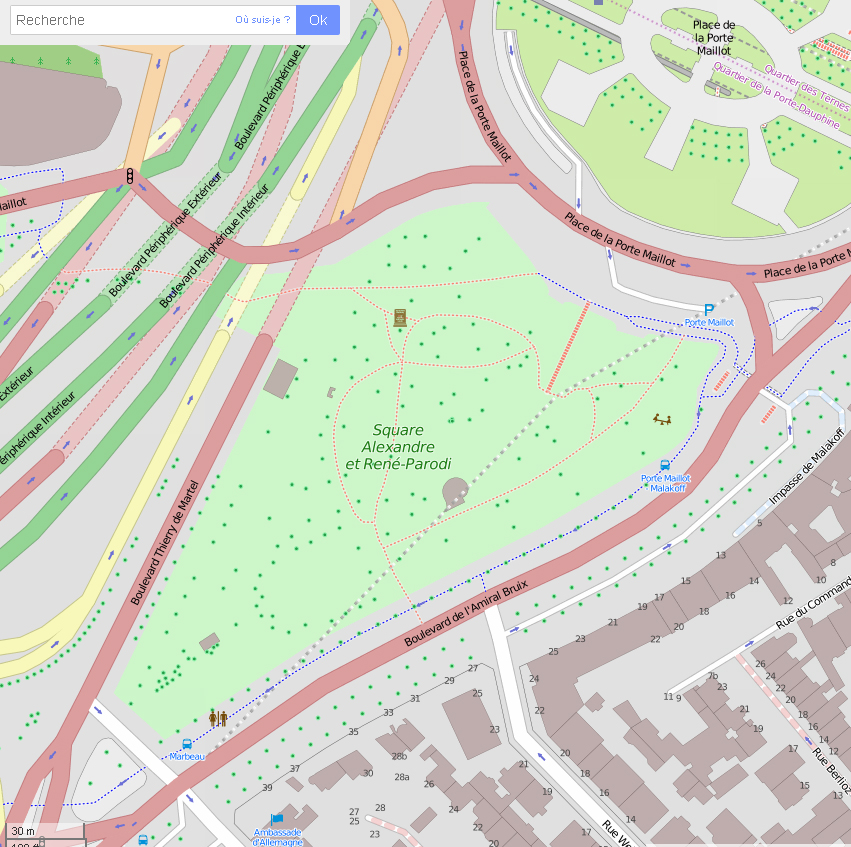
Le square au sud de la porte Maillot.

Le square est situé près de la porte Maillot, entre le boulevard de l'Amiral-Bruix et le boulevard Thierry-de-Martel. Il occupe l'ancien espace non ædificandi des fortifications de Thiers entre les bastions nos 52 et 53 et la voie extérieure, dite chemin des Fortifications, qui longeait le bois de Boulogne. Bien que situé à l'intérieur du boulevard périphérique, le square fait partie du site classé du bois de Boulogne avec lequel il communique.
Il est classé en zone UV du plan local d'urbanisme (PLU). Il bénéficie d'une servitude d'espace boisé classé (EBC) qui interdit toute occupation qui compromettrait la conservation, la protection ou la création des boisements.
Ce site est desservi par la ligne 1 à la station de métro Porte Maillot et par la ligne C du RER à la gare de Neuilly - Porte Maillot.

## Origine du nom

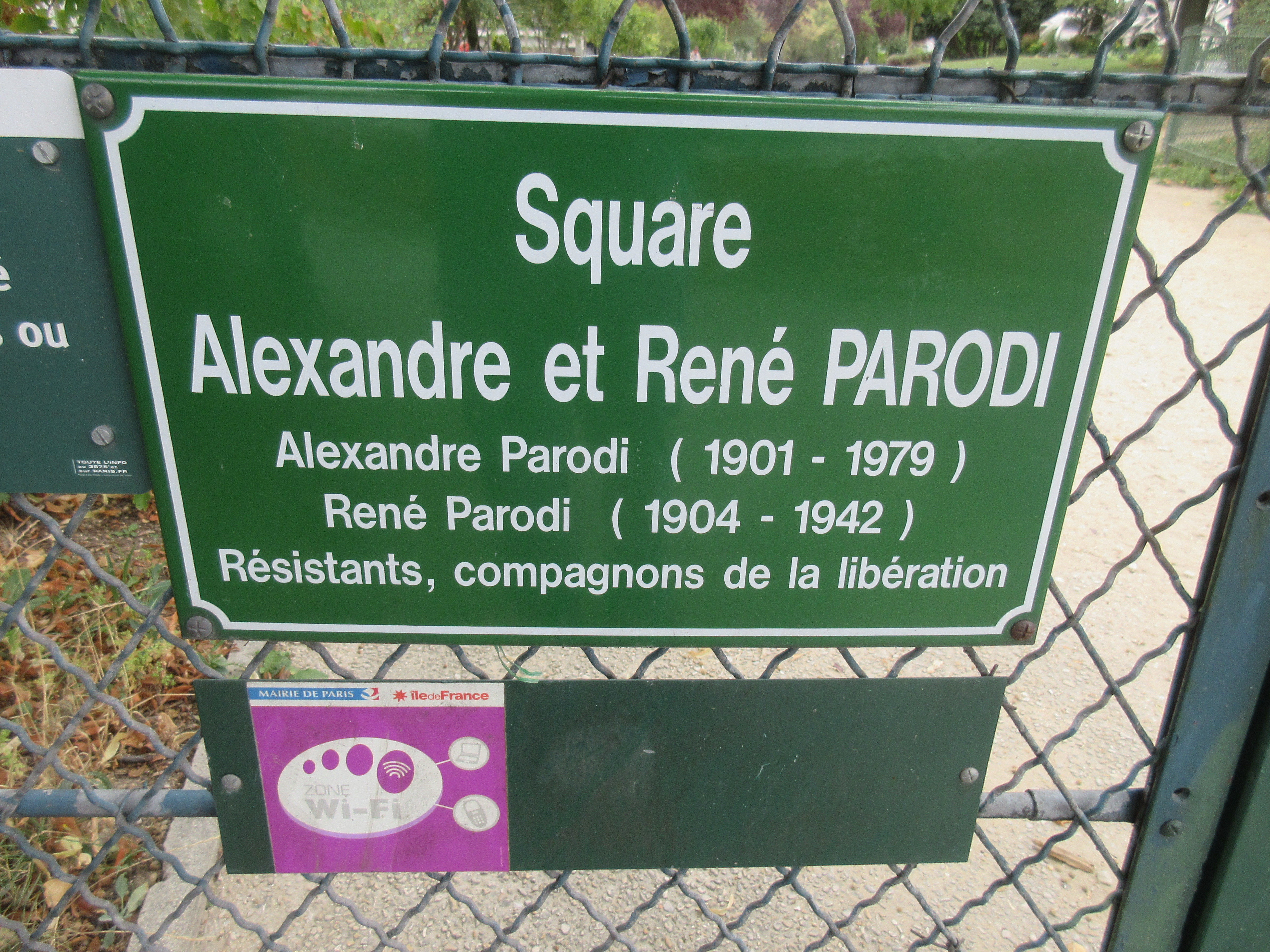
Plaque du square.

Il porte le nom d'Alexandre Parodi et de son frère René Parodi, tous deux compagnons de la Libération.
Alexandre Parodi (1901-1979) est un haut fonctionnaire, résistant et homme politique. Son frère René Parodi (1904-1942), magistrat, est le fondateur du journal Résistance ; arrêté par la Gestapo, il est torturé et meurt en 1942.

## Historique
Créé en 1958, le square est de forme triangulaire et s'étend sur 23 595 m2, ce qui en fait le plus grand square du 16e arrondissement.
C’est un vaste triangle dont les pelouses et un abri accueillent les enfants et les promeneurs. Il dispose de nombreux jeux pour tous les âges.
Les accès sont décorés de mosaïque de briques.
Il est parsemé de nombreuses essences d’arbres : pommiers à fleurs, mûriers, paulownias, Prunus pissardii, cerisiers à fleurs, etc.
Le square est agrandi, côté Nord, lors du réaménagement de la porte Maillot, dans la première moitié des années 2020.

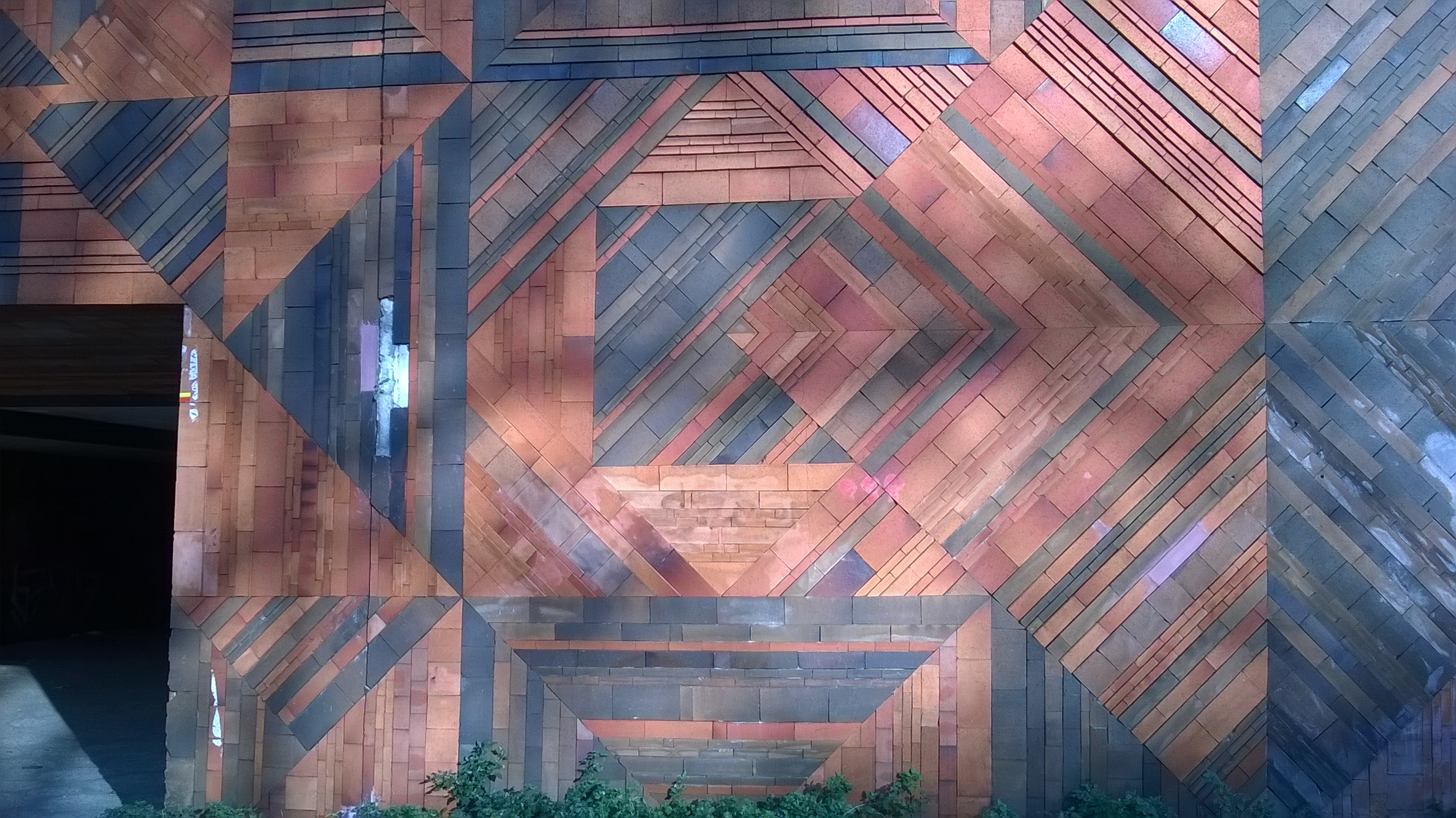
Décoration des accès.
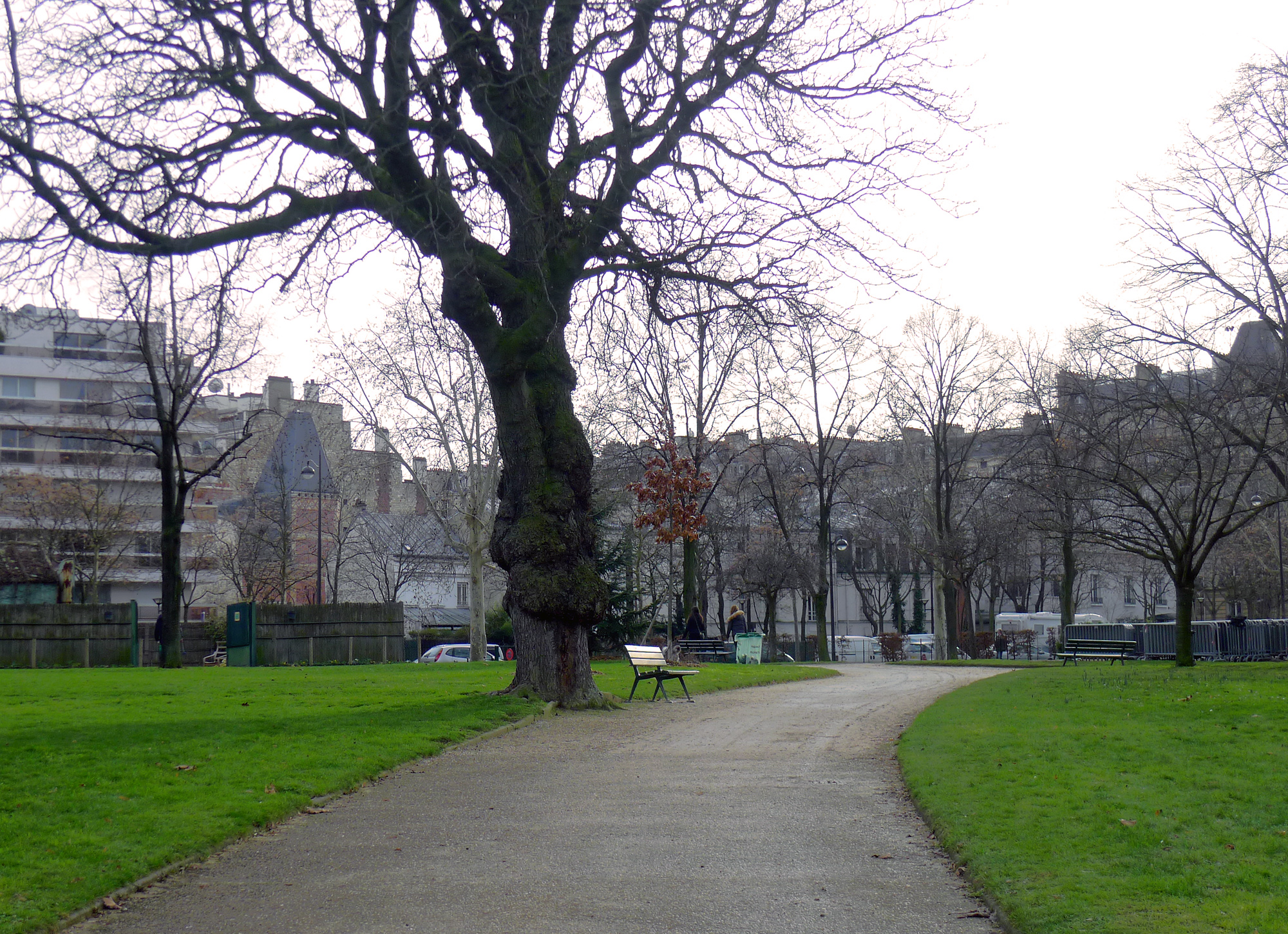
Partie centrale du square.
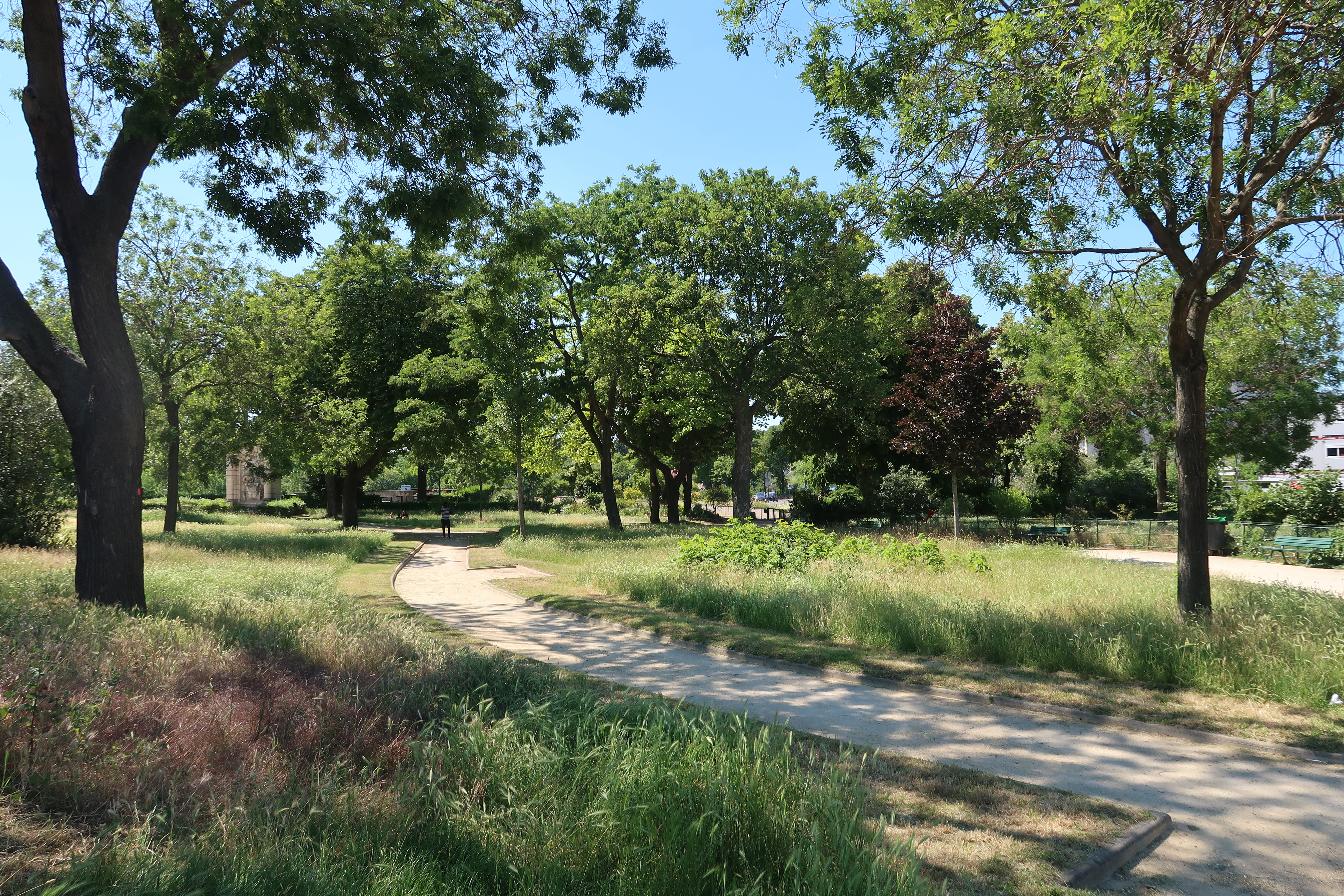
Le square au printemps.

## Bâtiments remarquables et lieux de mémoire
Deux monuments sont érigés dans ce square ; ils honorent les mémoires du constructeur automobile Émile Levassor et du maréchal Kœnig.

### Monument à Émile Levassor
Ce monument en pierre — aussi appelé Monument à l'Automobiliste — est consacré à la mémoire de l’ingénieur Émile Levassor (1844-1897), cofondateur de la Société Panhard et Levassor, qui construisit la première automobile à essence (1891). Il a été commandé en 1900 à Jules Dalou qui en fit l'esquisse en plâtre (Paris, Petit Palais) et il fut exécuté d'après cette esquisse après la mort de Dalou par Camille Lefebvre en 1907.
Le haut-relief figure l'arrivée victorieuse de Levassor au volant de la voiture sur laquelle il avait gagné la course Paris-Bordeaux-Paris de juin 1895, l'une des toutes premières courses automobiles sur « engin à pétrole ».
Ce monument était initialement situé à l'entrée du bois de Boulogne, où il fut inauguré en 1907. Il fut déplacé en 1972 à son emplacement actuel dans le square, en raison de la construction du boulevard périphérique.

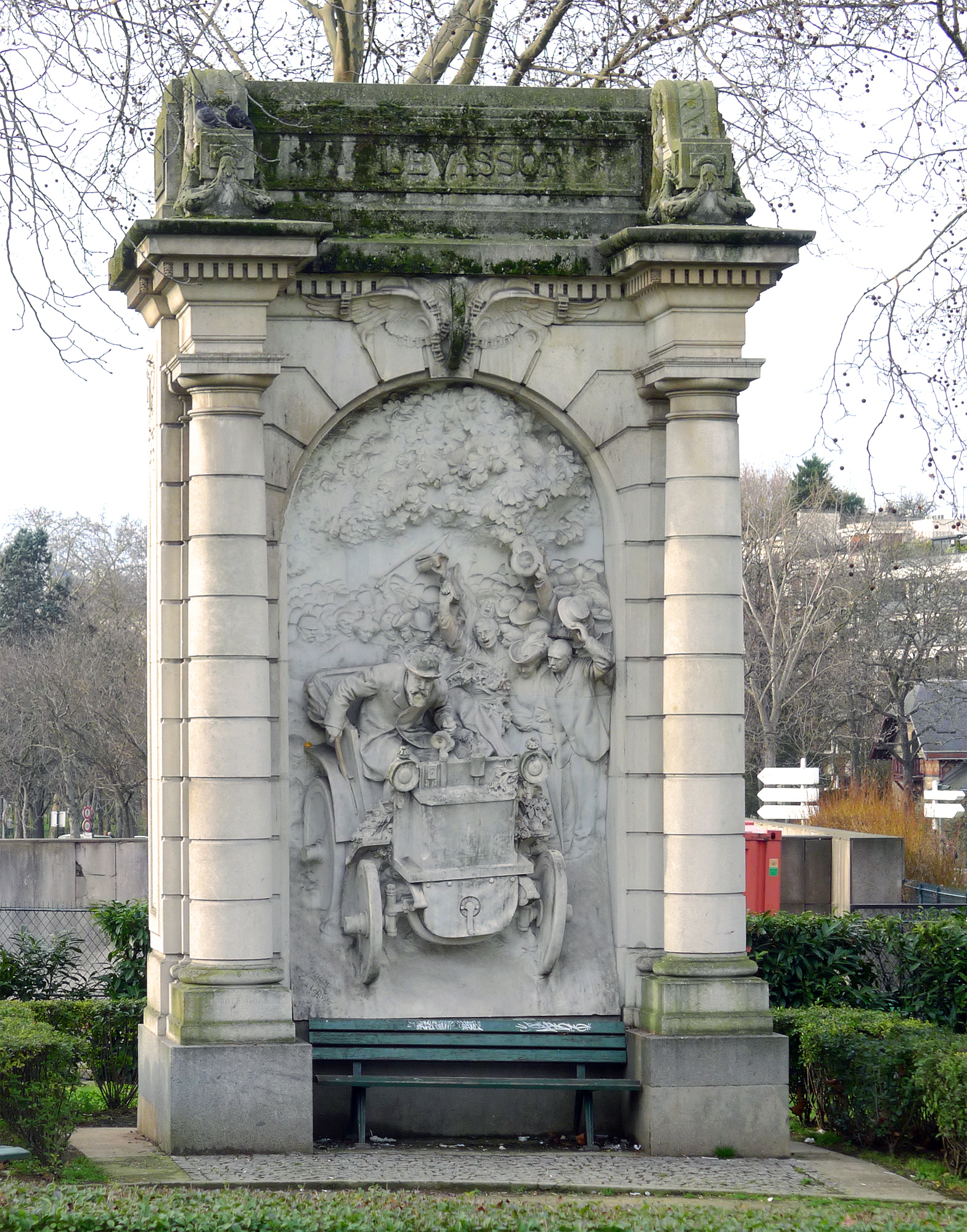
Camille Lefebvre d'après Jules Dalou, Monument à Émile Levassor (1907).
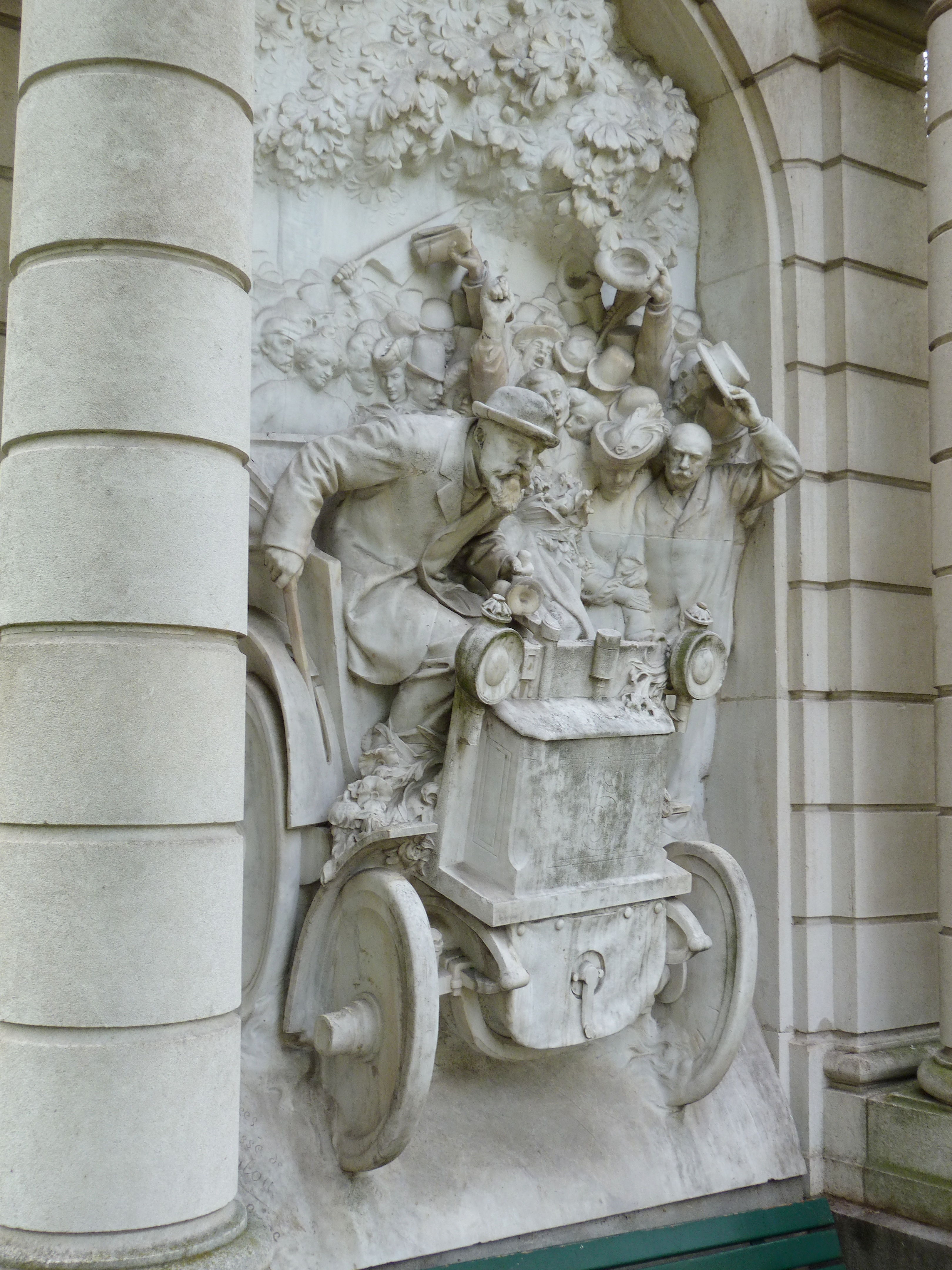
Détail.

### Monument au général Kœnig
Ce monument nommé Vent des batailles est dédié au général Kœnig (1898-1970) qui se rallia au général de Gaulle en Grande-Bretagne en 1940, commanda la 1re division française libre, avant de devenir député du RPF et ministre de la Défense nationale en 1954-1955. Il fut nommé maréchal de France à titre posthume.
Réalisé en acier inoxydable en 1984, le monument est l’œuvre du sculpteur Albert Féraud (1921-2008), lauréat du grand prix de Rome en 1951. Il rappelle la ruée héroïque dans le désert libyen et la résistance du général à la tête de la 1re DFL à Bir Hakeim, cette épopée avant la victoire d'El Alamein en 1942, pendant la Seconde Guerre mondiale.
On peut y lire le message que le général de Gaulle lui adressa alors : « Général Kœnig sachez et dites à vos troupes que la France vous regarde et que vous êtes son orgueil », ainsi que les plus hauts faits de sa carrière :        
- 1940-1943 : première division française libre, Érythrée, Bir-Hakeim, El Alamein, Tunisie ;
- 1943-1943 : commandant en chef des Forces françaises de l'intérieur, gouverneur militaire de Paris ;
- 1945-1949 : général commandant les forces françaises en Allemagne.

Il est à noter que le 17e arrondissement lui a réservé un hommage important puisqu’en 1978, la place de la Porte-des-Ternes toute proche, (située le long de la chapelle Notre-Dame-de-Compassion) a été renommée « place du Général-Kœnig » et qu'à proximité du côté extérieur du périphérique on trouve également une allée du Général-Kœnig (entre l'avenue de Salonique et le boulevard d'Aurelle-de-Paladines).

### Cirque Romanès
Depuis 2016, le square accueille durant l'hiver le cirque Romanès.